# بنيامينو ماجيو
بنيامينو ماجيو (10 أغسطس 1907 - 6 سبتمبر 1990) ممثل إيطالي.
ولد ماجيو في نابولي لعائلة فنية، ظهر لأول مرة على خشبة المسرح عندما كان طفلاً برفقة الممثل الكوميدي سيرافينو ماستراتشيو، وبدأ يلمع في أفانسبيتاكولو نابولي بين ثلاثينيات وأربعينيات القرن العشرين. ظهر لأول مرة في السينما عام 1942 حيث تميز بمهارات الارتجال ووصف بأنه مزيج بين باستر كيتون وأنجيلو موسكو، غالبًا ما عمل ماجيو على خشبة المسرح مع إخوته وأخواته دانتي وإنزو وبوبيلا وروزاليا.
توفي ماجيو من مضاعفات سكتة دماغية أصابته وهو على خشبة المسرح مع شقيقتيه بوبيلا وروزاليا.